# Haiduc

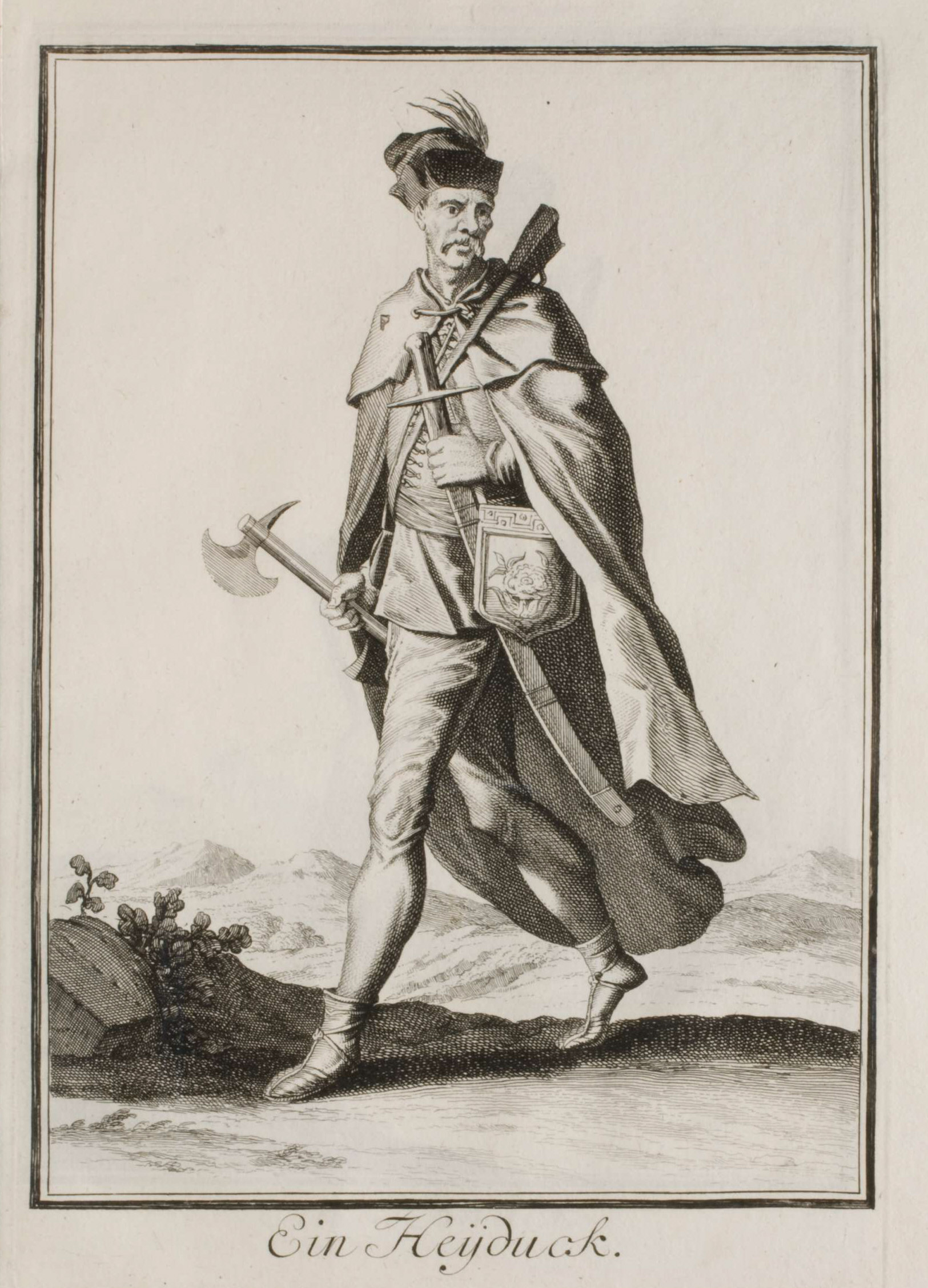
Haiduc, 1703

Haiducul (hoțul de codru, hoțul de drumul mare, haraminul, jefuitorul cu arme) este numele dat unor persoane din secolele XVII - XIX, în Balcani (mai ales în Țările Române, Bulgaria și Serbia) care se ocupau cu tâlhării, furturi, jafuri, răpiri, crime și pe seama cărora folclorul a pus de multe ori legende. În firul invariabil al acestor legende, haiducul jefuiește pe cei bogați, mai ales pe boieri și pe turci, unguri, ruși, și ajută țăranii cu o parte din pradă (în special pentru a avea susținerea lor) și în același timp apără populația civilă de invaziile cazacilor, polonezilor sau tătarilor. Haiducii sunt personaje care au adunat în jurul lor mult romantism, fiind echivalenți ai personajelor de tip Robin Hood din Occident. În România, istoriografia haiduciei nu a beneficiat de o cercetare serioasă, mai ales în regimul comunist unde haiducul era sinonim cu luptătorul de clasă și pentru justiție socială, cele mai importante surse pentru acest fenomen fiind baladele, doinele, cântecele, poveștile și legendele populare.
Numărul haiducilor creștea foarte mult în perioade de instabilitate politică și socială, când mulți țărani se retrăgeau în păduri unde se organizau în cete. Ceata (sau banda) avea mărimea în funcție de locație și de prestigiul liderului variind de la 10 membri în Bulgaria până la 600 în Serbia. Liderul unei cete era numit harambaș sau căpitan - dacă acesta provenea dintr-o structură militară, de exemplu Baba Novac, Vasile Mârza sau Deli Marcu (în amintirea acestora, Corneliu Zelea Codreanu, liderul organizației de extremă-dreaptă Mișcarea Legionară, va fi numit Căpitanul). 

## Origini
Haiducii proveneau în general din clasele sociale joase, mai ales în perioadele de instabilitate politică și socială. Unii ciobani, care erau familiari cu drumurile lungi, viața în munți și care dețineau și știau să folosească arme de foc pentru a-și apăra animalele, puteau deveni ușor haiduci dacă pierdeau dreptul de a folosi o anumită pășune sau dacă din diverse motive pierdeau animalele. De altfel exista o legătură puternică între ciobani și haiduci, care ori erau confundați cu ei din cauza stilului de viață asemănător ori erau acuzați că îi protejează pe aceștia: driept că păstorii necuvântătoarelor dobitoace de nu sunt toți furi, iară gazde de furi tot sunt. De exemplu, ciobani care au devenit haiduci:
- Ion Păcuraru (Rău n-am făcut la nimeni, numai că am luat câteceva de la cei bogați, doară nu vrea Dumnezeu să mă lase de foame);
- Vlad din Săcele (sau Vlad Hoțul) (n-avea nutreț și nu l-a ajutat nimeni, a plecat spre bălțile Dunării, dar la dezgheț oile i se îneacă [...] rămas doar cu bota ciobănească în mână, Vlad și-a luat lumea în cap)[1];
- Haiducul Hatmana (a fost cioban dar o nedreptate l-a mânat spre codri [...] și-a făcut o ceată și-a prădat Țara Turcească, s-a îmbogățit, după care se lasă de hoție și se apucă de gospodărie)[6];
- Lisandru (care apucă poteci fără întoarcere cand află că boierul Dediu ar fi siluit pe femeia lui)[8].

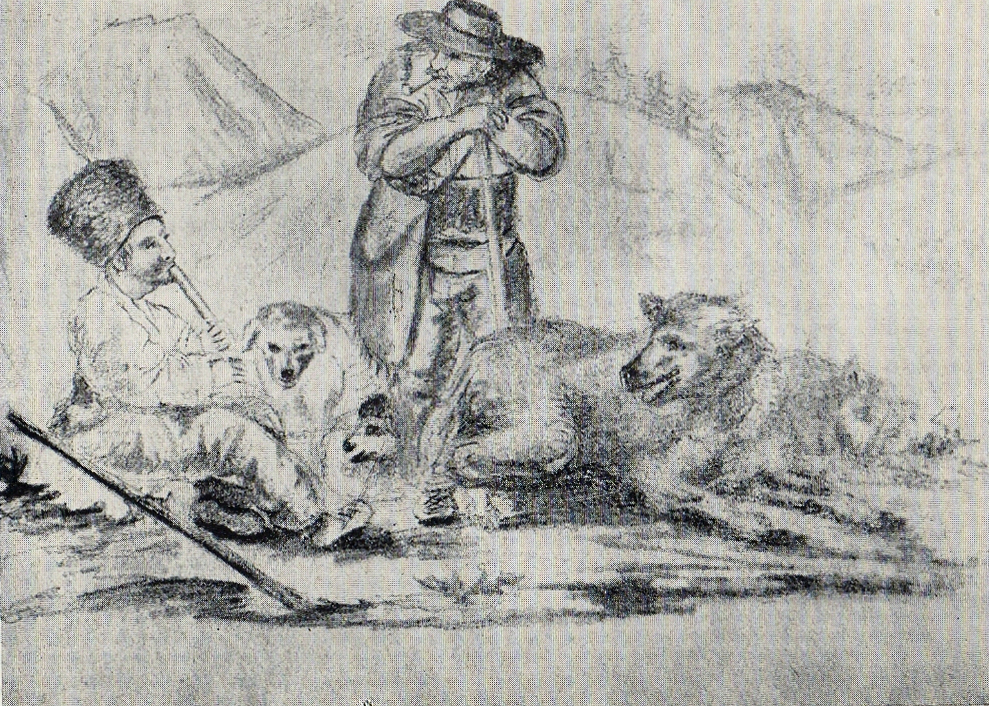
Constantin Lecca - Ciobani

Haiducii nu proveneau însă doar din rândurile țăranilor și ciobanilor. Astfel, Carpoș Mecedoneanu era miner iar Ivancio era învățător ziua iar noaptea pleca în codru cu haiducii. Unii erau fii de boieri, precum Ștefan Bujor sau Pintea Viteazul, crescuți la curțile boierești - ca Mihai Florea din Bistrița sau chiar boieri: Ion Tălhariu, Ilie Petralifu, Nicolae Canta sau Vasile Caravia. Din rândul bisericii s-au evidențiat haiducii Andrii Popa și Stoian Șoimul, care au fost preoți înainte de a deveni haiduci, dar și Ioniță Tunsu, originar din Optași, Olt, devenit paracliser în București cu șanse de a ajunge diacon, dar care s-a tuns și și-a făcut ceată. De altfel, Paul de Alep, călător în Moldova în secolul al XVII-lea spunea: 
Noi am văzut la ei un lucru de care să ne ferească Dumnezeu: preoții lor erau șefi de bandă.
Cei mai mulți proveneau însă din rândurile țăranilor sau răzeșilor, împinși spre haiducie nu numai din cauza sărăciei, a muncii grele sau a unor nedreptăți, ci și pentru libertatea de care țăranii nu se puteau bucura în general:
„Haiducul beneficia de o libertate pe care plugarul nu o avea, de asemenea își procura hrana mai ușor, printr-o lovitură reușită strângea destui bani cât să trăiască un timp ca un om înstărit, sau, după caz, să poată petrece câteva luni prin hanuri și cârciumi, distrându-se cu ibovnice, bând vin; ceea ce un simplu plugar nu ajungea să facă: muncea întreg anul și nu știa dacă la început de iarnă avea hrana necesară copiilor”—Anatol Bodale, Contribuții la istoria haiduciei în Moldova''

## Îmbrăcămintea și armele
Haiducii proveneau în general din țărani și ciobani astfel că îmbrăcămintea pe care aceștia o purtau era specifică acestor clase, cel puțin până aveau succes în acțiunile lor. Din ținuta acestora nu lipseau sumanul de obicei cu glugă, ițarii, cămașa, bunda (haină lungă îmblănită) și chimirul din piele împodobit cu ținte în care erau puse și pistoalele. 
Dacă aveau succes în jafuri, își permiteau o îmbrăcaminte mai scumpă, mai ales harambașii sau căpitanii. Căpitanul Șoldea Avram, liderul  haiducilor din munții Vulcan în perioada de după Răscoala lui Horea, Cloșca și Crișan, purta matine roșie, căciulă neagră și avea  buzdugan, sabie, pușcă dar și pistoale legate de gât. 

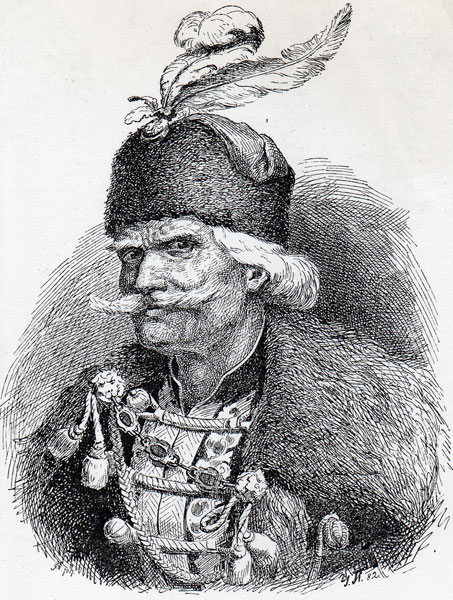
Haiducul Baba Novac

Ion Ghica, conteporan cu Iancu Jianu, îl descrie pe acesta ca fiind un om scurt, rumen la față, ras, cu musteață deasă și scurtă; îmbrăcamintea lui era: pantalon și scurteică la brâu pistoale și un cuțit cu plăsele de os și pușcă în cumpănă în mâna dreaptă. 
Scriitorul Alecu Russo descrie un eveniment din zona orașului Adjud, în care niște haiduci sunt prinși de țărani în timp ce încercau să fure cereale. Acesta este uimit de atitudinea și ținuta hoților: Nu țin minte să fi văzut vreodată în viața mea chipuri mai mândre: ai fi jurat că nu sunt tâlhari. Și apoi ce haine și ce straie pe dânșii! Numai firuri și răpăituri de aur, împrumutate de la călători. 

## Organizarea
Forma de organizare a haiducilor a fost ceata (sau banda), care oferea membrilor săi forță, riscuri mai mici și o rată de succes mai mare. Cetele aveau mărimi în funcție de locație și de prestigiul liderului (În Bulgaria de exemplu cetele erau formate din 10, 20 sau 50 de membri iar în Serbia ajungeau până la 600 de oameni). 
O ceată trebuia să aibă cel puțin 3 membri iar atunci când devenea prea mare pentru un teritoriu, se 
împărțea, însă liderul rămânea același. Acesta era ales din rândurile cetei și putea fi înlocuit în urma unor insuccese dar care putea să și conducă timp îndelungat, așa cum a fost în cazul haiducilor munteni Grozea, Tunsu' sau Lungu. În țările române, conducătorul cetei purta numele de harambaș, cuvânt de proveniență sârbă în timp ce în Bulgaria era numit voievod iar în Ucraina ataman. Haiducii erau legați între ei printr-un jurământ, încălcarea acestuia fiind considerată trădare și pedepsită, de obicei, cu moartea. De exemplu Harambașa Lazăr, din zona Timișoarei, a fost ucis de camarazii săi pentru că dorea să părăsească ceata pentru o femeie. 
În Moldova, în timpul domniei lui Despot Vodă și în Țara Românească în timpul domniei lui Mihai Viteazu, a apărut termenul de căpitan, provenit din limba latină (capitaneus). Căpitanii erau numiți direct de domn și, pe timp de pace, administrau unele teritorii sau conduceau trupele de la graniță iar în cazul unui război comandau trupe de mercenari. De la aceste trupe de mercenari (ale căror membri erau străini și care puteau deveni ușor tâlhari din cauza neplății banilor cuveniți, a dispariției domnului care îi angajase sau dacă nu era nevoie o perioadă lungă de serviciile lor) au apărut și căpitanii de haiduci. Baba Novac (numit într-un document Capitano de Kaiduchi), Mârza, Corbea, Raț, Deli Marcu, Deli Sava, Pintea Viteazul au fost atât căpitani ai trupelor de mercenari cât și căpitani de haiduci (în amintirea acestora, Corneliu Zelea Codreanu, liderul organizației de extremă-dreaptă Mișcarea Legionară, va fi numit de asemenea Căpitanul.

## Victime

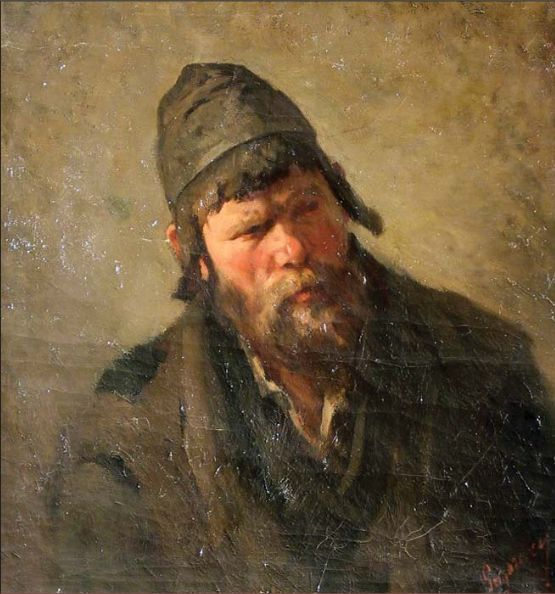
Nicolae Grigorescu - Evreu din Moldova, 1874

În baladele și cântecele populare țintele erau boierii (sau ciocoii), haiducii fiind practic luptători pentru o justiție socială:
- Foaie verde lemn de prun / De când s-a iscat Păun / Nu mai trec ciocoi pe drum / Tot de frica lui Păun; - cântec depre haiducul Păun[15];
- Mă fac puișor de lup / Și casc gura să-l îmbuc / Să mă dau după lăstare / Și-mi iau flinta la cătare / Inima din ciocoi sare; - cântecul haiducilor Stanciu Cocoșilă, Gheroghe Sprâncenatul și Stan de la Prahova[16];
- Frunză verde sălcioară / La Focșani intră hotară / Iese Bolboceanu-n țară / Bate ciocoii la scară - cântecul lui Bolboceanu[17]

În realitate victima preferată a haiducilor a fost clasa de mijloc, alcătuită în mare parte din armeni, unguri, germani, greci, turci, lipoveni sau evrei foarte puțini fiind români. Aceștia erau în general meșteșugari sau negustori, unii de mare anvergură, de exemplu armenii care vindeau vite provenite din Moldova în Imperiul Habsburgic sau grecii care făceau legătura comercială între Balcani și Europa Centrală. 
Cei mai mulți erau însă mici negustori ambulanți, majoritatea evrei, care își vindeau produsele în general direct din căruță. Erau rareori înarmați și fără escortă astfel s-au aflat printre țintele preferate ale haiducilor.  Mai mult, atacurile împotriva evreilor, despre care se credea că sunt lași, și a altor necreștini nu erau considerate păcate, iar în percepția publică, infracțiunile împotriva acestora (inclusiv omorul) nu trebuiau pedepsite. De altfel, stereotipul evreului-laș speriat de haiduci este prezent în multe opere populare: 
- În Herșcu Boccegiul negustorului cu același nume în este frică să treacă prin Codru Herții cel de morte, / La jidani-i dușman forte. / Ei vei! main got! / Dacă ești cam rufos, / Voinicos… da fricos [21];
- În Istoria unui galben și a unei parale, un negustor este tâlhărit când trece prin Codru Herții - spaima ovreilor/dușman al perciunilor[22]'
- În cântecul său, haiducul Ștefan Bujor jefuiește un negustor evreu: Așterneți manataua jos / Și numără banii frumos / Șapte părți haiducului / Și una jidanului / C-așa-i legea codrului[23];

Chiar dacă exista o legătură puternică între haiduci și ciobani, nici aceștia nu scăpau de atacuri:
- Stânele erau prădate / Și ciobanii legați spate la spate / Coate la coate legați / De haiduci înfârtecați - Balada Șoigu
- Când ieram pe la paișpe ani / furam mieii la ciobani - cântecul lui Ștefan Bujor;
- Că ia cai de la mocani / Și mieii de la ciobani - cântecul haiducului Codreanu[6];.

## Arestarea și pedepsirea

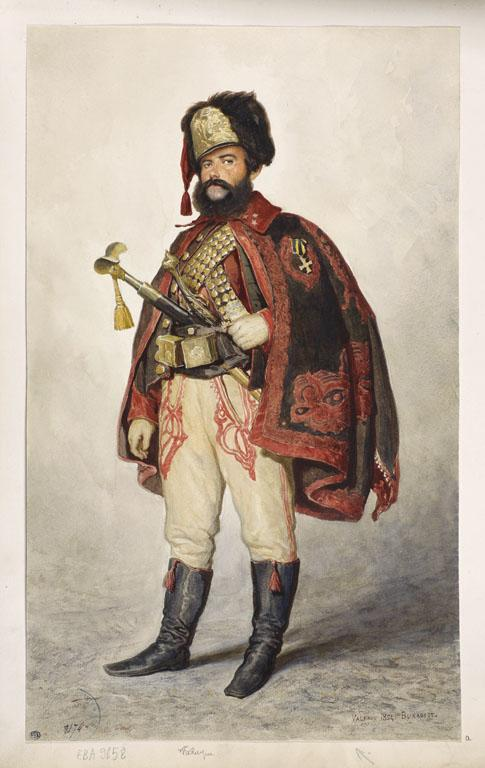
Théodore Valerio, Soldat de Bucarest

### Autoritățile
Odată cu apariția cetelor de haiduci, autoritățile au organizat detașamente formate din trupe regulate și mercenari străini sau români denumite poteri. Cu cât dominația otomană s-a accentuat, trupele de care dispuneau domnii s-au micșorat tot mai mult, astfel că pentru prinderea tâlharilor, în aceste poteri erau încadrați tot mai mulți civili din rândurile țăranilor.   
În perioada Regimului Fanariot din Moldova și Țara Românească, la cerința Porții, sistemul militar a fost desființat, domnii fiind nevoiți să angajeze tot mai mulți mercenari (lefegii), mai ales albanezi dar și alte naționalități de la sud de Dunăre. În secolului al XVII-lea acești albanezi erau cunoscuți sub numele de arnăuți dar începând cu a doua jumătate a secolului al VXIII-lea această denumire va fi folosită pentru a descrie toți mercenarii proveniți din Imperiul otoman, indiferent de religie sau naționalitate . Arnăuții (care erau de obicei comandați de un grec) erau folosiți pentru paza domnului, a dregătorilor și a consulilor străini dar și pentru înăbușirea revoltelor și prinderea haiducilor. În perioadele de instabilitate politică sau de război, atunci când veniturile scădeau sau când domnii nu își permiteau plata acestor unități, arnăuții formau, la rândul lor, cete de haiduci. În Moldova, în timpul domniei lui Grigore al II-lea Ghica a fost înființată inclusiv o unitate de mercenari români, numiți panțiri, care era folosită în poteri (în Iași de exemplu, unitatea avea 156 de panțiri). 
În epoca modernă arnăuții sunt înlocuiți, mai întâi de dorobanți, după care este înființată instituția jandarmeriei însă din unitățile destinate prinderii haiducilor vor face parte în continuare un număr mare de țărani, care de multe ori erau mai loiali infractorilor decât jandarmilor. Cei mai importanți căpitani scăpau cu ușurință dacă aveau resursele necesare. De exemplu, haiducul Gheorghe Coroi care acționa în zona orașului Botoșani mituia jandarmii, avea agenți pentru ponturi, tăinuitori, gazde, semnalizatori și beneficia de sprijinul populației și a autorităților de rang inferior. 

### Trădătorii
Din cauză că poterile erau formate de multe ori din țărani fără experiență și de multe ori acțiunile de capturare erau ineficiente, autoritățile ofereau recompense mari pentru prinderea haiducilor pentru a încuraja trădarea, ofensă pedepsită cu moartea în cadrul cetei. De exemplu, Dăianu din Sibiu, care jefuia în general arendașii, a fost trădat de un țigan pe care îl ținuse pe lângă el care l-a lovit în cap în timp ce haiducul bea apă și l-a predat poterei; haiducii Stanislav Vitezul și Vâlcan sunt trădați pentru o sumă mare de bani de către slugile lor și sunt executați de turci; Constantin Cantacuzzino, boier devenit haiduc, este capturat cu ajutorul fostei sale soții care primește o sumă din sumele confiscate; Ioniță Tunsul a fost trădat de către cumătrul său, Căpitanul Radu, care a divulgat planul unui lovituri, Tunsul fiind împușcat de către poteră pe podul Grozăvești din București.

### Pedepsele

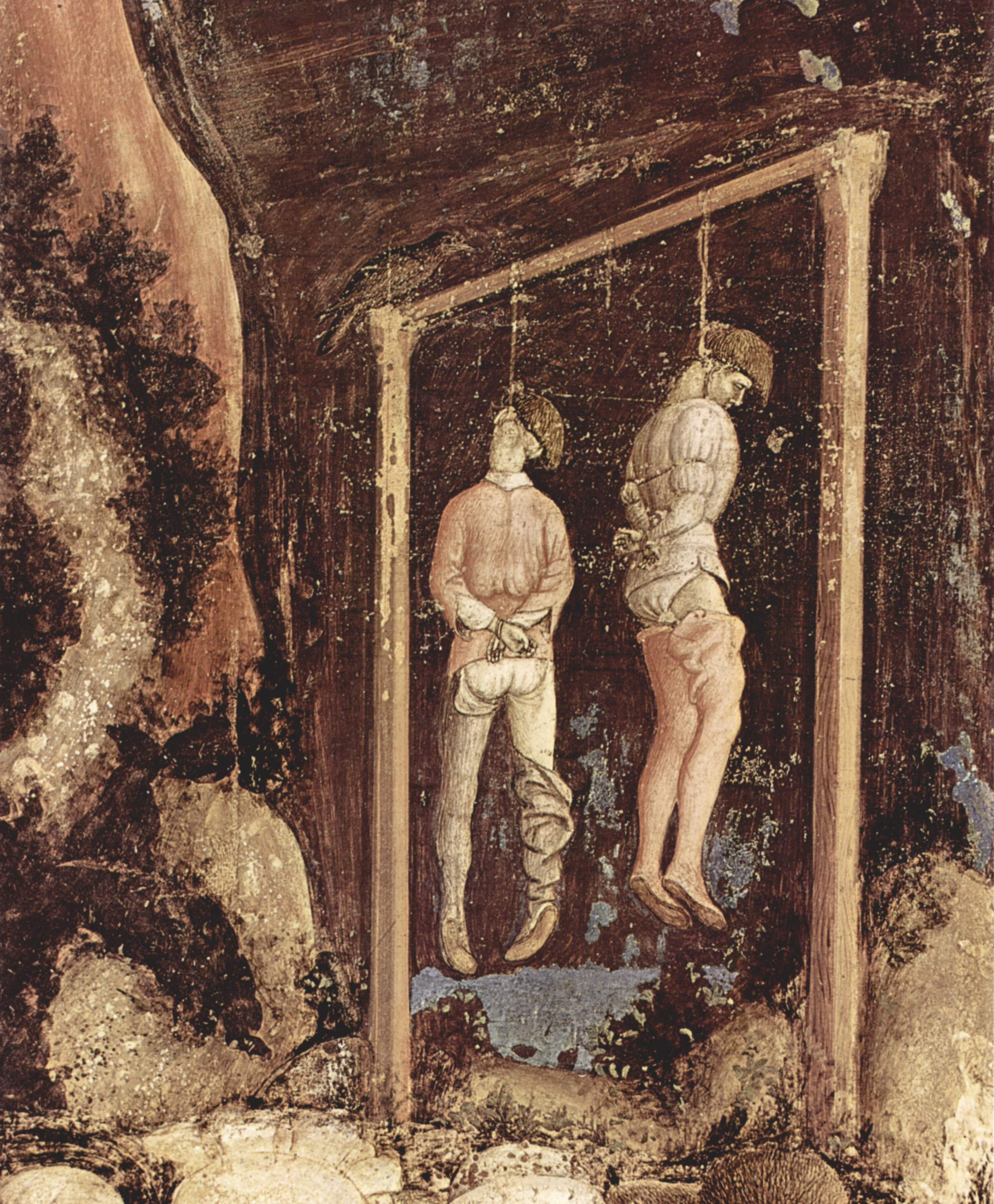
Pictură de Antonio Pisanello, 1436–1438

În secolul al XVII-lea legile prevedeau pedeapsa cu moartea pentru haiduci. De exemplu Pravila lui Vasile Lupu dispunea ca vinovatul de tâlhărie să fie spânzurat la locul faptei, pedeapsă aplicată și complicilor (gazde și tăinitori). În timpul lui Constantin Cantemir, haiducii erau torturați înainte de a fi uciși (de-i omora cu tot felul de cazne), cum a fost și cazul lui Burlă, care a fost torturat timp de 7 zile în timp ce complicii săi au fost arși de vii. Alte pedepse presupuneau jupuirea de viu, turnarea de smoală în gât, și cea mai de temut: trasul în țeapă (cum a fost cazul haiducilor conduși de Pintea Viteazul capturați în Baia Mare și trași în țeapă). Pentru ofense mai mici, precum furtul, cele mai întâlnite pedepse erau: bătaia (100 sau 200 de lovituri de măciucă), gherla (închiderea într-un loc strâmt, fără lumină), spânzuratul de picioare, costrunul (imobilizarea totala cu lanțuri) , biciuirea, mutilarea (tăierea nasului sau unei urechi) sau tăierea mâinilor.
În Banat, autoritățile habsburgice foloseau de asemenea metode de tortură pentru a descuraja haiducia: 
„Cu milităria începu hoția. Nu numai prin fraimăn tăiați, spânzurați ce și tormente, chinuri țâță arsă, trasă, mâine de vii tăiate, cu roata zdrobite, obraze cu pecete arse, chinuri erau, capul tescuit, supt unghii țepușa bătea, picătură rea de sus în creștetul capului picura, dar de vii arși sau de vii înțăpați, curele fâșii din umeri pre spate în jos trasă, locul cu var neastâmpărat presărat.”—Nicolae Stoica, Cronica Banatului
Cel care punea în aplicare pedepsele se numea călău, gâde sau gealat. Acesta era ales dintre rândurile criminalilor (pentru a scăpa de pedeapsă) dintre robii domnești sau mercenari străini. De exemplu, în timpul domniei lui Alexandru Ghica călăul era un albanez, plătit cu 500 de lei, care purta costum popular și folosea un iatagan. Un alt călău, Gavrul Buzatu, avea doi asistenți iar pe cap purta o căciulă mare neagră însemnată cu simbolul morții (craniu și două oase încrucișate). Deși pedepsele erau dure și de obicei hotărâte direct de către domn, acestea puteau fi evitate prin plata unei despăgubiri (răscumpărarea capului). De exemplu, în 1572, Ioan Vodă cel Viteaz primește de la Nicolae un teren cumpărat cu 200 de zloți iar Nicoară Moțoc, marele vătaf din Dorohoi primește de la preotul Matiaș (condamnat pentru furt) o iapă și un cal. Cu toate acestea, numărul celor executați a fost mare. Numai în perioada domniei lui Vasile Lupu au fost spânzurați sau decapitați 40000 de oameni chiar dacă pedepsirea era gradată: bătaie, legarea de stâlp, mutilarea și doar dacă recidivau era hotărâtă moartea.  
După implementarea regulamentelor organice pedeapsa cu moartea a fost din ce în ce mai puțin folosită, haiducii fiind ținuți în temniță sau mai ales trimiși la ocnă (cele mai cunoscute fiind Telega, Ocnele Mari și Târgu Ocna).

## Haiduci celebri

### Înainte de Epoca fanariotă
La sfârșitul secolului al XVI-lea și începutul secolului al XVII-lea au apărut haiducii militari care au participat la acțiunile demarate de Liga Sfântă (1591) împotriva Imperiului Otoman. 

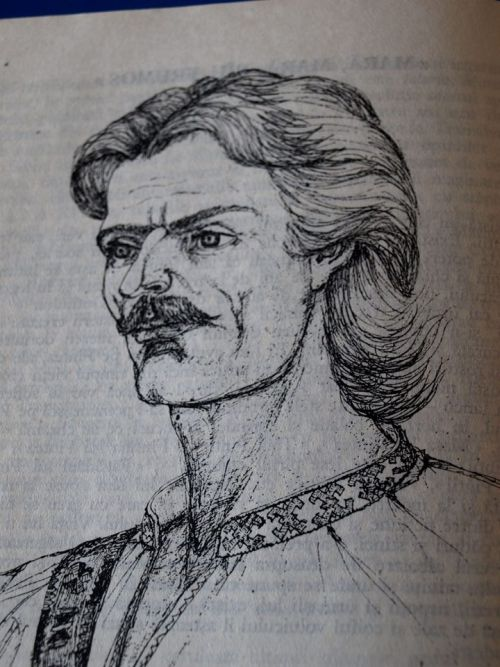
Haiducul Pintea Viteazul

Sârbul Baba Novac, care avea o ceată de peste 2000 de români și sârbi, a participat alături de Mihai Viteazul la expediții de jaf de la sud de Dunăre. În anul 1595 acesta a atacat Plevna și Sofia și a capturat carele cu provizii ale lui Hasan Pașa. În anul 1600, Baba Novac este trimis de Mihai Viteazul în Banat, unde este victorios în mai multe lupte. Apoi îl însoțește în Moldova, unde îi este încredințase urmărirea lui Ieremia Movilă. Haiducul este prins la Cluj iar la data de 5 februarie 1601 este jupuit de piele și tras în țeapă.  
Deli Marcu (sau Marco), haiduc originar din Dalmația și prieten cu Baba Novac, participă de asemenea la jafurile de la sud de Dunăre. În 1596 ceata condusă de acesta atacă garizoana otomană de la Cladova, omorând mulți turci și luând pradă bogată După moartea lui Mihai Viteazu i se alătură domnitorului Radu Șerban.  
Un alt căpitan important în armata lui Mihai a fost Mârza care apare apoi într-un document din anul 1614 ca fiind în slujba domnitorului moldovean Ștefan Tomșa al II-lea, alături de alți haiduci: Ghiețea și Gheorghe Raci. Gheorghe Raci, de asemenea căpitan în luptele anti-otomane, era de origine sârbă și va rămâne cunoscut în Moldova sub numele de Gheorghe Rață (sau Raț). Într-un document din anul 1617 Rață este prezentat ca și căpitanul unei cete de haiduci care acționează în zona Vrancei unde au robit și au ars. 
Un alt haiduc important prezent în documentele domnești din Moldova este Gligorie Rău, rob rrom la curtea boierului Ieremia Băseanu. Acesta s-a răzvrătit împotriva boierului în anul 1620, când pe tron urcase Gaspar Graziani, și-a făcut o ceată cu alți robi rromi și a atacat satul Oșești. Nu a fost singurul rrom care a avut ceată ce haiduci în Moldova, Dumitru Popoțea avea o ceată de 100 de oameni iar Ignat Țiganul a atacat în 1676 mănăstirea Barnovschi din Iași. 
În depresiunea Jijiei, între Prut și Siret exista un adevărat drum al furilor, menționat pentru prima dată în documente încă din 1589. La începutul secolului al XVII-lea în această zonă cel mai de temut haiduc era Mihu Copilu. Codreanu, prezent în multe balade și cântece populare (care îl descriu ca fiind originar din Movilău (Moghilău)), a acționat în timpul domnului Alexandru Iliaș. 
În Moldova, în timpul domniei lui Constantin Cantemir, s-au luat măsuri în încercarea de a restabili ordinea în țară. Acesta i-a încredințat boierului Miron Costin sarcina de a lupta împotriva haiducilor (Așijderea Miron Logofătul, fiind staroste la Putna, au făcut seimeni și hânsari și au început a risipi tâlharii. Că numai odată la o bătaie au prin 40 de tâlhari și i-au tăiat în patru bucăți de i-au pus în prepeleci pe la drumuri) dar care nu a reușit să rezolve situația ([...] că de ce-i omora, de ce se făceau mai mulți în zilele acestui domn) Unul dintre cei mai importanți haiduci din această perioadă a fost Ditinca, despre care Costin spunea că la vedere, fără sfială, umbla în ținutul Hotinului și Cernăuților și porunce satelor [...] l-am trimis pe Bucioc stolnicul cu o samă de slujitori și l-au spart și toți oamenii lui i-au risipit. 
Tot în timpul lui Constantin Cantemir a existat o ceată de 80 de haiduci care jefuia fără discriminare bogați, săraci, mănăstiri, biserici, sate și orașe. Banda, formată în principal din polonezi și ucrainieni, era condusă de Burlă, cel mai vestit dintre tâlhari. Unul dintre atacuri a fost dat asupra mănăstirii Cetățuia de lângă Iași, însă călugării au început să tragă clopotele avertizând autoritățile. Domnitorul a trimis o poteră numeroasă care reușește să-i prindă pe haiduci. În timpul judecății, Burlă recunoaște că a jefuit 40 de mănăstiri și este schilodit în timp ce locotenentul său, Eftimie, este ars de viu. Haiducul este eliberat și va ajunge în Istanbul unde va cerși pe străzile orașului. 

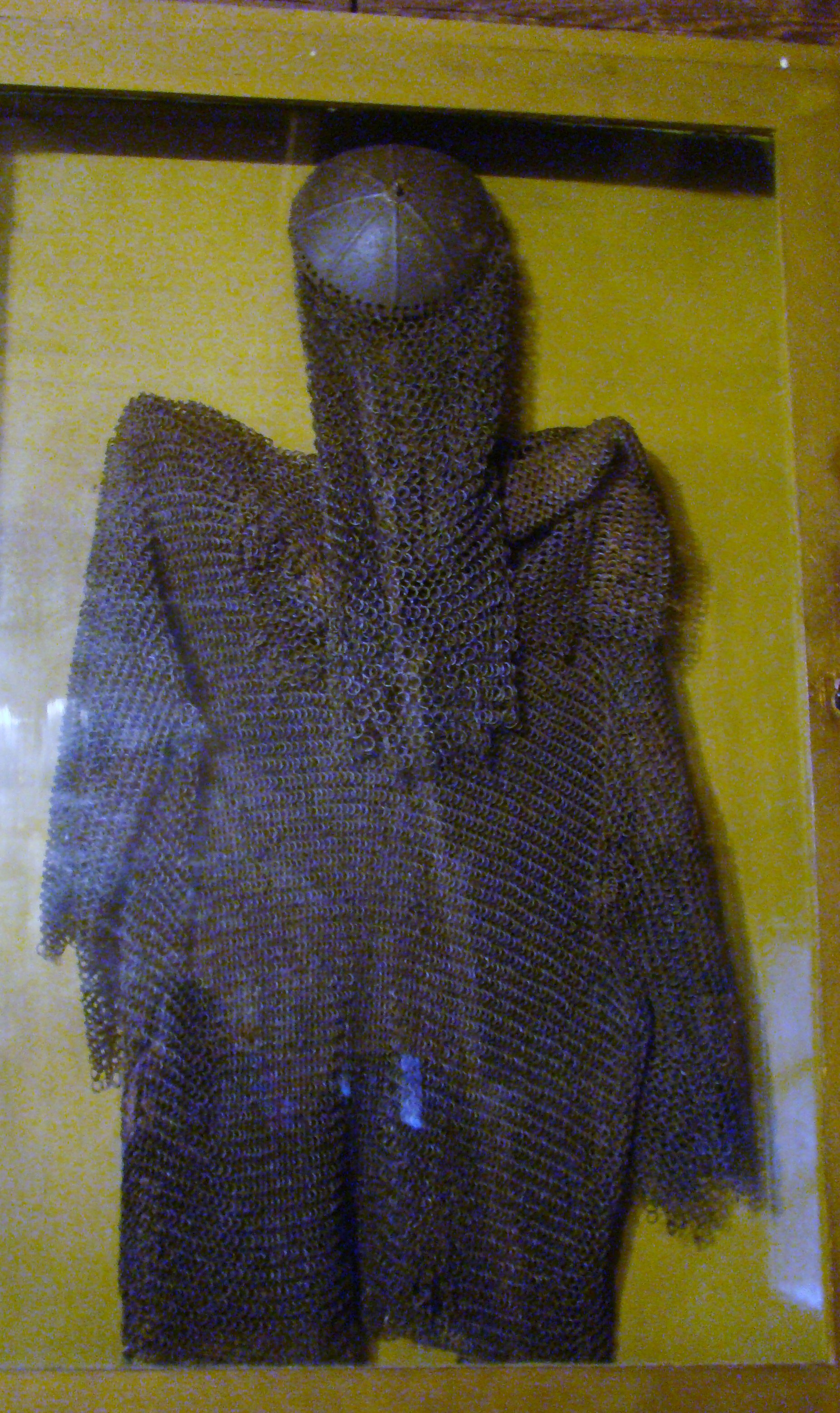
Cămașa de zale atribuită haiducului Pintea Viteazul

În jurul anului 1690 devine căpitan Pintea Viteazul originar din Măgoaja, Comitatul Solnoc-Dăbâca, care acționa în munții Chioarului. În 1694 ceata sa, care avea în jur de 120 de oameni, devenise atât de puternică încât generalul Loewenburg din cetatea Satu Mare a acceptat o înțelegere, stabilindu-se o sumă pe care trebuia să o plătească lunar haiducului. Pintea a participat (alături de alți căpitani: Ciurilă, Balica, Bucur Câmpean, Vasile Negru) la luptele împotriva Imperiului Habsburgic inițiate de principele Francisc Rákóczi al II-lea. 

### Haiduci din Epoca fanariotă
Începând cu anii 1711 și 1716, în Moldova și respectiv Țara Românească au fost puși pe tron domnii fanarioți. Instabilitatea politică, economică dar și desființarea instituțiilor militare au încurajat apariția haiducilor. De acum, în balade și cântece, inamicul poporului nu mai este boierul sau un invadator (turci, tătari sau cazaci) ci sunt străinii din interiorul țării, în special grecii: 
- Iar când zăream grecul / Mult îmi ardea sufletul / Până-i retezam capul
- Domnule Măria Ta, / Tu pe greci nu-i asculta / Că ei viața ți-or lua / Și zilele ți-or. / Grecu-i fire dușmănoasă, / Grecu-i limbă veninoasă

În această perioadă unii dintre cei mai cunoscuți haiduci din Moldova au fost Frenț și Velicico din Neamț, Lăpușnean din Lăpușna, Bachir din Soroca, Ursu din Chișinău, Ghelea care acționa de-alungul Nistrului, Bolboceanu din Focșani, Stanciu al Bratului din zona Muscelului, Bărgan, Voicu Boghean, Karmeliuc, Ion Darie, Ștefan Bujor, Vasile cel Mare sau Voichița. 
În Transilvania și Banat, în această perioadă, acționau cetele conduse de Deac și Stoia care atacau în special arendașii și carele care transportau zeciuiala. După Răscoala lui Horea, Cloșca și Crișan s-au format multe cete de haiduci în jurul liderilor revoltei. Cele mai cunoscute sunt cele conduse de Francisc Bodea (groaza grofilor) și Bartoș din Ineu.
Spre sfârșitul perioadei fanariote, numărul haiducilor a crescut din cauza războaielor ruso-turco-austriece și a instabilității socio-politice din Balcani. Dintre Pandurii olteni care au luptat ca voluntari în armata Imperiului Rus o parte s-au transformat în haiduci, cum ar fi cazul fraților Iovan și Barbu Rogobete. Aceștia se ocupau în principal cu furtul de vite și contrabandă și beneficiau de protecția marelui negustor Hagi Ianuș. Tudor Vladimirescu a organizat în 1818 o poteră pentru a-i prinde pe cei doi însă eșuează iar la 1821 cere ca negustorul care îi proteja să fie expulzat. 
Un important luptător împotriva haiducilor din această perioadă a fost Ioan Solomon, căpitanul poterei Prodilei din Dolj. În 1813 acesta reușește să-i elimine pe Ghiță Hoțul și Bulubașa Ștefan care acționau în Mehedinți și Dolj și pe Deli Marcu sârbul, un haiduc care jefuia în Oltenia. În 1814 Valea Oltului era terorizată de un grup de șapte haiduci în frunte cu Dănilă și Ionică din Bistreț și Stănică din Ciuperceni. După o luptă cu potera lui Solomon haiducii fug în Brăila dar se întorc ulterior și atacă orașul Cladova. În 1815 haiducii și poterașii se înfruntă din nou iar banda este eliminată, Solomon fiind numir polcovnic de către domnitorul Ioan Caragea.
Un haiduc celebru din această perioadă este și Andrii Popa, făcut cunoscut mai ales de Vasile Alecsandri și de formația Phoenix, care ar fi acționat de la 1811 până la 1818 când a fost ucis, în Valea Seacă, de către Mihail Cozoni.

### Haiduci care au participat la Revoluția din 1821

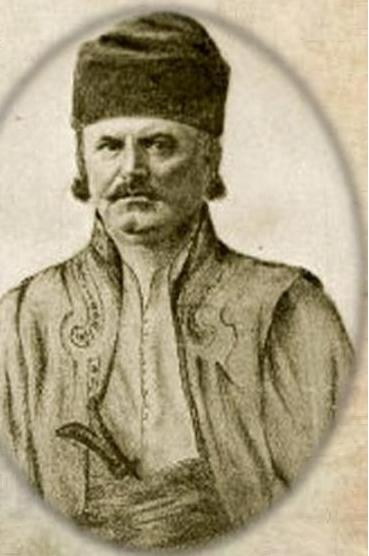
Haiducul Iancu Jianu

Anul 1821 a fost unul cu foarte multe evenimente politice și militare. În această perioadă de conflict, toate forțele implicate au recurs, într-un moment sau altul, la acțiuni de jaf: Tudor Vladimirescu încearcă să mențină disciplina, uneori cu măsuri dure, în cadrul Adunării norodului însă era greu să stăpânești pe țăranul ce luase arma-n mână și nu putea uita împilarea ciocoiului și-a boierului; în cadrul Eteriei, Alexandru Ipsilanti, un om credul, jalnic și slab comandant nu a putut organiza armata spre o acțiune militară unitară și nici nu a putut limita jafurile și atrocitățile comise de eteriști; ultimii domni fanarioți au dat mână liberă arnăuților iar trupele otomane au devastat multe localități aflate în drumul lor.
Cei mai importanți haiduci din această perioadă au participat activ și la aceste evenimente. Iancu Jianu care, în 1809, a devastat Vidinul și Plevna, este prins în București și condamnat la moarte în 1817 însă este eliberat. Și-a pus ceata în slujba lui Tudor Vladimirescu care îl trimite ca și diplomat la Silistra unde este arestat pentru câteva luni. Devine cu timpul boier și moare pe moșia sa în anul 1842. 
Ghiță Haiducul, fost luptător în răscoala anti-otomană din Serbia, avea o ceată formată din 25 de oameni care acționa în zona Doljului. Deși Tudor Vladimirescu nu era de acord cu jafurile pe care le făcea, Ghiță s-a alăturat revoltei. Ceata sa a atacat trupele otomane care treceau Dunărea pe la Vidin iar după capturarea lui Tudor se refugiază în Munții Mehedinți unde continuă rezistența. Este capturat în septembrie 1821 și trimis la Istanbul unde va fi tras în țeapă.
Gheorghe Cârjaliul, care a devastat Tesalia și împrejurimile, s-a refugiat în Țara Românească după ce ceata sa (banda cârjaliilor) a fost capturată. Se alătură trupelor lui Tudor iar după înfrângerea de la Drăgășani se refugiază în Transilvania după care în Basarabia. Își formează o altă bandă puternică dar va fi tras în țeapă de autoritățile moldovenești în anul 1824. 
Iordache Olimpiotul a făcut parte din ceata lui Gheorghe Cârjaliul iar după distrugerea acesteia s-a refugiat mai întâi în Serbia, unde participă la răscoala anti-otomană în ceata lui Haiduc Velcu, apoi trece în Țara Românească. Jefuiește mănăstiri din Argeș după care se alătură revoluției, iar după înăbușirea acesteia se refugiază cu ceata în Transilvania. Alți haiduci notabili, participanți la evenimentele de 1821 au fost: Nicolae Grozea, Constantin Grecu  sau Negoiță Gheorghilaș.

### Haiduci după 1821
După moartea lui Tudor Vladimirescu, Poarta a accentuat imixtiunea în problemele interne ale Moldovei și Țării Românești, fapt ce a dus la declanșarea mai multor revolte țărănești, cele mai intense fiind cele de la Tismana și Șercaia. 
În Țara Românească, în primul deceniu după revoluție, cele mai importante cete de haiduci erau cele conduse de Maxim Călugărul, Duță (harambașa de tâlhari), Velcu de pe Valea Prahovei, Vlad Hoțul de la Săcele, Anghel din Mehedinți, Dinu Bălosu din Vlașca, Magheru din Gorj și Ion ăl Mare (cel mare), care avea o ceată de 26 de haiduci în zona Doljului. 
Odată cu implementarea Regulamentului Organic în Moldova și Țara Românească au fost luate măsuri pentru a favoriza stabilitatea politică, economică și modernizarea instituțiilor. Eficiența poterelor crește treptat și din ce în ce mai mulți haiduci sunt prinși, problema fiind lipsa închisorilor, mai ales că pedeaspa cu moartea nu mai era folosită. Cei mai importanți haiduci care au continuat să fie activi au fost Ioniță Tunsu, Ion Pietraru Banditul, Tobultoc și Bostan.
De la jumătatea a secolului al XIX-lea au rămas în conștiința populară Radu Anghel și Stoian Stângă (sau Stângă Haiducul) în Țara Românească și Ioan Mihulin Cercel în Transilvania, care a luptat luptat alături de Avram Iancu.

## Calitățile supranaturale ale haiducilor
Baladele, doinele, cântecele, poveștile și legendele despre haiduci au dus la mitizarea acestora, care erau considerați eroi ai luptei împotriva inamicilor poporului. Prin faptele haiducilor, țăranii se simțeau răzbunați față de invadatori, boieri, domni, arendași sau oricare altă autoritate, devenind astfel reprezentanții binelui împotriva răului. Pentru a ieși victorioși în lupta împotriva acestor forțe (care erau tot timpul mai puternice și mai numeroase), folclorul a oferit haiducilor calități supranaturale:
- Cu trupu fermecat / Nici de gloanțe nimerit / Nici de lance-n piept rănit - Iorgu Iorgovan[42];
- Că pe mine nu mă strică / Nici fierul, nici oțelul / Ci numai argintul - Golea din Banat[17];

Harambașa Stanciul putea prinde gloanțele cu palma iar despre Pintea Viteazul, capturat în Baia Mare și executat, legenda sa spune că nu putea fi ucis ca orice alt om ci doar cu trei fire de grâu sfânt, lângă acestea un plumb de argint, subsoara de-a dreapta, că acolo-i era puterea. Ion Darie Pomohaci știa să folosească iarba fiarelor și nu putea fi capturat sau ucis decât cu grâu sfânt iar Stoian Șoimul era fermecat.
De asemenea, în legende, haraminii se ajutau de plante miraculoase: tâlharii merg la furat cu iarba fierului, aceea rupe fierul [...] este un fel de iarbă a tâlharilor, care descuie toate încuietorile, nimeni n-o cunoaște, numai dihorul [...] cu iarba fiarelor de dai mâna cu-n om bogat, vin toți banii de la acela la tine.
Animalele haiducilor aveau și ele calități extraordinare. Calul lui Corbea a sărit zidul închisorii și și-a salvat stăpânul încarcerat iar năzdrăvanul lui Mihu Copilu îl anunța pe haiduc din timp dacă se apropie un pericol. 

## Vezi și
- Haiduci și panduri din Oltenia